# Accroche-toi
Accroche-toi is een nummer van de Belgische band Free Spirits. Het nummer werd in 2004 uitgebracht met als doel deel te nemen aan Eurokids 2004, de Belgische preselectie voor het Junior Eurovisiesongfestival. Na de eerste halve finale, waarin Free Spirits nipt tweede waren geworden, moest de groep het in de finale op zondag 21 september 2004 opnemen tegen zes andere finalisten. Uiteindelijk won Free Spirits, waardoor de groep België mocht vertegenwoordigen op het Junior Eurovisiesongfestival 2004 in de Noorse stad Lillehammer. Daar werden ze uiteindelijk tiende op achttien deelnemers, met 37 punten. Het nummer stond ook acht weken in de Ultratop 40.

## Discografie

### Ultratop 40
| Hitnotering: 30-10-2004 t/m 18-12-2004 | Hitnotering: 30-10-2004 t/m 18-12-2004 | Hitnotering: 30-10-2004 t/m 18-12-2004 | Hitnotering: 30-10-2004 t/m 18-12-2004 | Hitnotering: 30-10-2004 t/m 18-12-2004 | Hitnotering: 30-10-2004 t/m 18-12-2004 | Hitnotering: 30-10-2004 t/m 18-12-2004 | Hitnotering: 30-10-2004 t/m 18-12-2004 | Hitnotering: 30-10-2004 t/m 18-12-2004 |
| Week                                   | 1                                      | 2                                      | 3                                      | 4                                      | 5                                      | 6                                      | 7                                      | 8                                      |
| -------------------------------------- | -------------------------------------- | -------------------------------------- | -------------------------------------- | -------------------------------------- | -------------------------------------- | -------------------------------------- | -------------------------------------- | -------------------------------------- |
| Nummer                                 | 37                                     | 29                                     | 35                                     | 35                                     | 30                                     | 24                                     | 18                                     | 28                                     |